# Oulianovsk (porte-avions)
Pour les articles homonymes, voir Oulianovsk (homonymie).
L’Oulianovsk (en russe : Улья́новск) est le premier porte-avions à propulsion nucléaire soviétique d'une classe qui ne sera jamais construite. 

## Historique
Sa conception est basée sur le Projet 1153 Orel (en) de 1975, qui n'ira jamais au-delà des plans. Le bâtiment doit être nommé Kremlin à l'origine, mais il est finalement baptisé Oulianovsk d'après la ville d'Oulianovsk, l'ancienne Simbirsk rebaptisée en l'honneur de Lénine, qui y a vu le jour.
Selon les plans d'origine, le porte-avions devait avoir un déplacement de 85 000 tonnes, davantage que les anciens porte-avions de l'United States Navy de classe Forrestal mais moins que les porte-avions contemporains de classe Nimitz. Avec ses catapultes, l’Oulianovsk aurait pu emporter une gamme complète d'avions, contrairement à l’Amiral Kouznetsov, qui ne pouvait lancer ses avions qu'au moyen d'un tremplin. Sa configuration devait être très similaire aux porte-avions de l'US Navy avec cependant la pratique généralisée sur les bâtiments soviétiques d'ajouter des lanceurs de missiles anti-navires et missile surface-air. Sa quille est posée en novembre 1988, mais sa construction est annulée alors qu'il était construit à 20% en janvier 1991 et une deuxième unité de sa classe ne sera jamais construite. Son démantèlement débute le 4 février 1992 et est achevé à la fin du mois d'octobre 1992.
On suggère que la République populaire de Chine devrait construire deux porte-avions nucléaires basés sur les plans du Projet 1143.7 Oulianovsk pour la Marine chinoise.
Si sa construction avait été menée à son terme, il aurait été le second porte-avions nucléaire — après le Charles de Gaulle — à ne pas être lancé par l'US Navy.

## Groupe aérien embarqué
Le groupe aérien embarqué de l’Oulianovsk devait inclure 68 aéronefs :
- 44 avions de chasse, une combinaison de Sukhoï Su-33 (Su-27K) et MiG-29 ;
- 6 avion de détection et de commandement aéroporté Yakovlev Yak-44 (en) ;
- 16 hélicoptères anti-sous-marins Kamov Ka-27 ;
- 2 hélicoptères de recherche et sauvetage Kamov Ka-27PS.

Le bâtiment devait être équipé de deux catapultes « Manyak » construites par l'usine Prolétarien, un tremplin et 4 brins d'arrêt. Pour le stockage des aéronefs, le porte-avions aurait disposé d'un hangar de 175 m × 32 m × 7,9 m doté de trois ascenseurs hissant les avions sur le pont d'envol avec une capacité de levage de 50 tonnes (deux à tribord et un à bâbord). Le système de guidage optique pour l'atterrissage « Luna » aurait été situé à la poupe.

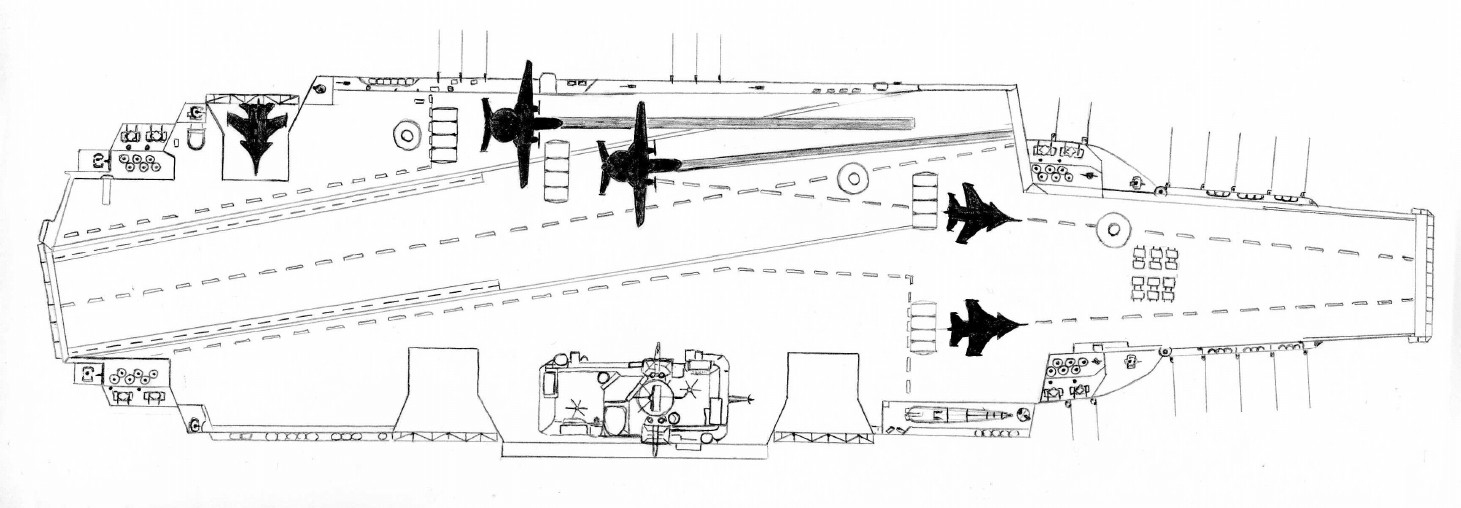
Avions Yak-44 et Su-33 sur le pont ATAKR de l’Oulianovsk

### Sources et bibliographie
- (en) Stephen Saunders, Jane's Fighting Ships 2006-7, Coulsdon, Surrey, Janes Information Group, 2006, 974 p. (ISBN 978-0-7106-2753-7)